# Господари Роботека
У Роботеку, Господари Роботека су измишљена ванземаљска хуманоидна раса пореклом са планете Тирол.
Тиролски научник по имену Зор је отркио постојбину Инвида и мистериозно Цвеће живота. Ово откриће је довело до настанка Протокултуре, извора огромне моћи. Господари Роботека су своје рударе-клонове Зентраеде претворили у армију џинова како би украли Цвеће живота од Инвида и покорили околне звездане системе.
Уз Зорову крађу СДФ-1 и уништења Долзине флоте у Првом Роботек рату, Господарима су остале критично мале залихе Пртоокултуре и били су приморани да изврше инвазију на Земљу 2029. како би повратили једини преостали Матрикс са Протокултуром. Тиме су започели Други Роботек рат.
Прича у којој се Господари Роботека појављују у Роботек унивезуму је првобитно из серије Супердимензионална коњица: Јужни крст, где се ова раса назива Зор.